# Parque de las Familias
El parque de las Familias, anteriormente conocido como Ciudad de los Niños, es un parque ubicado en la ciudad española de Almería. Desarrollado en dos fases, la primera de ellas se encuentra abierta al público desde el 14 de noviembre de 2014.
Con una superficie total de 95 045 m2, el equivalente a 15 campos de fútbol, este parque es el recinto destinado a uso exclusivamente infantil más grande de Andalucía, superando al granadino parque Federico García Lorca. Tuvo un coste de 11 millones de euros.
Está limitado por la calle Argentinita, la calle Antonio Muñoz Zamora y la avenida del Mediterráneo; además de por la futura conexión entre la Avenida Alhambra y la avenida Adolfo Suárez.
A dos años después de su apertura al público, se estiman en 1,2 millones las personas que han visitado el parque, siendo unas 1000 los días de diario y hasta 3000 en fin de semana.

## Antes del parque
Anteriormente a la construcción del parque, estos terrenos estaban ocupados primeramente por terrenos de cultivo bajo plástico que, tras la expansión urbana, se transformaron en unas pistas polideportivas. La sección de estas pistas en la que se ubicará el parque estaba primeramente cubierta de albero, destinado a la práctica del fútbol, pero dado que en días ventosos se levantaba toda esta cubierta, ensuciando los alrededores, se decidió asfaltar esta zona. Tras ello, el terreno se destinó a albergar un mercadillo los sábados y, hasta el año 2010, también albergó la Feria de Almería, hasta que fue trasladada al nuevo recinto ferial de Almería.
A finales del año 2006 surgió la idea de contar con el arquitecto británico Norman Foster para crear un palacio de congresos que iría ubicado en el lugar. Sin embargo, tras la firma de los contratos y después de los necesarios encuentros, se decidió retirar el proyecto al arquitecto por descubrirse un caso de nepotismo en su elección.

## Diseño
Se trata de un recinto vallado, que está abierto al público únicamente durante las horas de luz. El parque cuenta con zonas de juegos relacionadas con distintos aspectos de la ciudad en la que se ubica: la Alcazaba, la naturaleza del parque natural Cabo de Gata-Níjar y la ficción del cine spaghetti western. Además, tiene una fuente de 6.000 m² con juegos de agua, luz y sonido y un anfiteatro con capacidad para 500 espectadores. Además, en su diseño se han tenido en cuenta la construcción de dos establecimientos de restauración.

## Flora
Se prevén un total de 1200 árboles plantados en el recinto. Además, para evitar el contacto de los niños con productos químicos fitosanitarios, tiene implementado un sistema de control biológico para evitar las plagas.

## Reconocimientos
En el mes de marzo de 2016, el parque de las Familias fue reconocido como «mejor parque infantil de España» al recibir el premio «Columpio de Oro». Los organizadores de los premios recalcaron la importancia de la zona del reciclaje dentro del parque, donde se enseñan los pasos para poder reciclar distintos materiales, así como la réplica de la alcazaba de Almería, por su brillante implementación dentro del recinto.